# Isoflurane
L'isoflurane est un agent anesthésique volatil de la famille des éthers halogénés utilisé pour l'entretien des anesthésies générales aussi bien en médecine humaine que vétérinaire.

## Histoire
L'isoflurane a été introduit à la fin des années 1970. Il reste très utilisé car il a peu d'effets secondaires et est peu cher, mais il tend à être progressivement remplacé, dans les pays occidentaux, par le desflurane et le sévoflurane dont la toxicité hépatique est encore plus faible que celle de l'isoflurane.

## Indications
- anesthésie générale
- dépression[3] (recherche)

## Mécanisme d'action
Le mode d'action de l'isoflurane est imparfaitement connu. Il diminue la sensibilité à la douleur (analgésie) et est myorelaxant. Il semble que l'isoflurane se fixe aux récepteurs du GABA, du glutamate et de la glycine. Il potentialise l'activité des récepteurs de la glycine, ce qui diminue l'activité motrice. Il inhibe l'activité des récepteurs dans les sous types des récepteurs NMDA glutamate. Il inhibe la conduction dans les canaux potassiques activés. Il agit aussi sur les molécules intracellulaires. Il active l'ATPase calcique en augmentant la fluidité membranaire. Il se fixe à la sous-unité D de l'ATP synthase et la NDH déshydrogénase[réf. nécessaire].
Administré au masque grâce à un vaporisateur anesthésique, il est le plus souvent associé au protoxyde d'azote et à l'oxygène. Son odeur âcre empêche son utilisation pour l'induction de l'anesthésie, en particulier chez les enfants. Sa CAM est de 1,15 % vol. Son coût modique en comparaison de celui du desflurane et du sévoflurane le font encore parfois préférer à ces deux gaz plus modernes, notamment en médecine vétérinaire.

## Effets indésirables
Il a peu d'effets indésirables. Il peut entraîner une toux chez le patient. Comme tous les gaz halogénés, il favorise une hypotension artérielle préopératoire et augmente le risque de nausées et de vomissements postopératoires. Des hépatites à l'isoflurane ont été décrites, c'est pourquoi le desflurane et le sévoflurane sont préférés, malgré leur prix élevé (120 € les 250 ml, soit 25 cl). Il est susceptible, chez les sujets prédisposés, de déclencher une crise d'hyperthermie maligne.

## Impact environnemental
L'isoflurane est un puissant gaz à effet de serre, dont l'effet est 1401 fois plus puissant que celui du dioxyde de carbone. 

## Divers
L'isoflurane fait partie de la liste des médicaments essentiels de l'Organisation mondiale de la santé (liste mise à jour en avril 2013).